# Роберт Городетски
Роберт (Семенович) Городетски (рус. Ро́берт Шимшо́нович (Семёнович) Городе́цкий; Лењинград, 10. април 1940) совјетски је и руски кловн и глумац. Городетски је створио препознатљив имиџ мршавог интелектуалца у оделу, са црним шеширом.

## Биографија
Роберт Городетски рођен је 10. априла 1940. године у Лењинграду у породици позоришних уметника.
Студирао је у студију пантомиме у Дому културе Ленсовета (Лењинград). Радио је у Лењинграду регионалне филхармоније. Током каријере био је акробата на жици, моноциклиста, мађионичар, жонглер и на крају је кловн.
Почев од 1982. године, Роберт Городетски наступа као кловн и мимичар у позоришту Litsedeyi (руски назив за пантомимичаре, или буквално људи који праве гримасе). Након одласка Слава Полунина у иностранство 1991. године, Роберт Городетски је водио позориште.
У ноћи, 16. децембра 2005. године Роберт Городетски је нападнут у близини своје куће на Авенији науке у Санкт-Петерсбургу, када је озбиљно повређен и Задобио тешке повреде главе и фрактуру лобање.  Городетски је био у коми више од три недеље. Нападачи нису пронађени.
Роберт Городетски се вратио на сцену 2. августа 2006. године, у Москву на годишњем фестивалу Планета кловнова, са својом најпознатијом тачком - Плави канаринац.